# Shazam! (film)
Pour les articles homonymes, voir Shazam.
Série DC Extended Universe
Aquaman
(2018) Birds of Prey
(2020)
Série Shazam
Shazam! La Rage des Dieux
(2023)
Pour plus de détails, voir Fiche technique et Distribution.
Shazam! est un film de super-héros américano-canadien réalisé par David F. Sandberg, sorti en 2019.
Il s'agit du septième film du DC Extended Universe. Il met en scène le personnage Shazam (nommé Captain Marvel jusqu'en 2011) créé par C. C. Beck et Bill Parker pour DC Comics .

## Synopsis
En 1974, dans l'État de New York, le jeune Thaddeus Sivana joue avec sa Magic 8-Ball, à l'arrière d'une voiture conduite par son père. Méprisé et dévalorisé par son frère comme par son père, il se retrouve soudain transporté par magie dans une grotte appelée le Rocher d'Éternité, qui est la source de toute magie. Il y est accueilli par le vieux sorcier Shazam, qui est le dernier représentant du Conseil des Sorciers. Il a juré de défendre les royaumes contre les Sept Péchés Capitaux. Ces derniers sont retenus prisonniers sous forme de statues au Rocher d'Éternité. Mais le temps a passé et il est diminué. Voilà pourquoi il cherche un champion à qui léguer ses pouvoirs magiques, un successeur ayant un cœur pur et un esprit fort : il lui faut résister à la tentation de vouloir obtenir le pouvoir des Sept Péchés en ne prenant pas l'Œil. Mais Thaddeus échoue au test. Se retrouvant à nouveau dans la voiture, il cause, par son excitation, un accident de voiture dont son père sort gravement blessé. Pendant ce temps, au Rocher d'Éternité, le Sorcier utilise un sortilège de recherche pour lui trouver de par le monde une âme méritante.
En 2018, à Philadelphie, le jeune Billy Batson, âgé de 14 ans, ne cesse de fuguer de toutes les familles d’accueil dans lesquelles il est placé. Une dizaine d'années plus tôt, sa mère et lui ont été séparés lors d'une fête foraine. Depuis, Billy ne cesse d'essayer de la retrouver sans relâche. Après une dernière tentative pour retrouver sa mère qui se solde par un échec, il est placé dans la famille de Victor et Rosa Vasquez, qui compte déjà cinq autres enfants : Mary, l'aînée brillante qui s'apprête à rentrer à l'université, le discret Pedro, Eugene, accro aux jeux vidéos, Darla la petite dernière très affectueuse et intelligente, et Freddy Freeman, un fan de super-héros handicapé à la jambe qui a besoin de béquilles pour marcher, et avec qui Billy partage sa chambre. Au lycée, il finit par prendre la défense de Freddy qui se fait brutaliser par deux harceleurs.
Thaddeus Sivana, devenu docteur, tente de trouver un moyen de rouvrir la porte vers le Rocher d'Éternité. Sous couvert d'étudier le phénomène d'hystérie collective, il recueille les témoignages des autres personnes ayant été enlevées par le Sorcier. Un dernier entretien lui permet de reconstituer la liste des sept symboles ouvrant la porte. À l'intérieur, le Sorcier étant trop faible pour retenir les Sept Péchés Capitaux, Sivana s'empare de l'Œil. Les Péchés se logent à l'intérieur de l'objet, lequel finit par se loger dans l'œil droit de Sivana. Il est désormais le Champion des Sept Péchés.
Alors qu'il échappe aux agresseurs de Freddy par le métro, Billy est à son tour projeté au Rocher d'Éternité et y rencontre lui-aussi le vieux Shazam. Il lui présente les sept trônes abandonnés du Conseil. Il lui révèle qu'autrefois, les Sorciers avaient choisi un champion. Ce dernier s'est servi sans discernement de son pouvoir dans un but de vengeance, ce qui libéra les Sept Péchés Capitaux dans le monde. Des millions de vies furent perdues et des civilisations entières furent éradiquées. Six des sept sorciers furent éliminés par les Péchés. Voilà pourquoi il s'est juré de ne jamais transmettre sa magie avant que de trouver une personne authentiquement bonne. Mais il n'a d'autre choix que de transmettre ses pouvoirs à Billy : en disant le mot « SHAZAM » (en réalité les initiales des figures mythologiques dont il récupère alors les capacités : la sagesse de Salomon, la force d'Hercule, l'endurance d'Atlas, la puissance de Zeus, le courage d'Achille et la vitesse de Mercure), Billy devient un super-héros dans un corps d'adulte.
Confus à son retour dans le monde réel mais dans un corps de super-héros, il demande de l'aide à Freddy pour comprendre ce qui lui arrive. Enthousiaste, Freddy l'aide à découvrir ses pouvoirs, notamment la super-force, la vitesse, l'invulnérabilité aux balles, la capacité à bondir et surtout à faire jaillir des jets d'électricité de ses mains, tout en le filmant et en publiant les vidéos de ses exploits. Seul Freddy, et leur petite sœur Darla qui les a surpris, sont au courant de la véritable identité de Shazam/Billy. De son côté, Sivana se venge du traitement ingrat de son père et de son frère en les tuant, celui-ci disposant à la fois des mêmes pouvoirs que le Champion mais également des Sept Péchés, qu'il peut convoquer sous forme physique. Très enthousiasmé par ses pouvoirs et sa notoriété grandissante, Shazam/Billy finit par s'embrouiller avec Freddy qui le pousse de plus en plus, sans considération pour ses propres envies. Il cause, sans le faire exprès, la chute d'un bus d'un pont, qu'il rattrape de justesse.
C'est à ce moment, après un autre conflit avec Freddy, que Sivana arrive sur les lieux et tente de prendre les pouvoirs du Champion. Non seulement il représente une menace capable de lui tenir tête et de contrecarrer ses plans, mais en plus de cela Sivana veut récupérer la force du Champion, qui lui avait échappé étant enfant. Le combat avec Sivana permet à Shazam de réaliser qu'il peut également voler, mais la maîtrise imparfaite de ses pouvoirs face à la puissance de Thaddeus l'oblige à battre en retraite.
Rentré chez lui et alors qu'il se fait gronder par Victor et Rosa, les autres enfants de la famille finissent par réaliser devant la vue de Freddy et Shazam à la télé que Billy est Shazam. Pensant le convaincre de rester, ils lui donnent le nom et l'adresse de sa vraie mère qu'ils ont fini par retrouver ; et Billy s'enfuit alors en courant pour la retrouver, au grand dam de Victor et Rosa. Lorsqu'il se présente à elle, Billy apprend de sa mère qu'elle l'a volontairement abandonné : jeune mère de 17 ans à l'époque et sans le sou, elle lui espérait en le laissant à la police un meilleur avenir qu'avec elle. Billy est attristé par ces révélations, mais est appelé à rentrer chez lui au plus vite : Thaddeus l'ayant suivi et ayant fait le lien avec Freddy, il a découvert son identité et a kidnappé les enfants, qu'il retient en otage à la maison. Il oblige Shazam à le suivre au Rocher d'Éternité, afin de le forcer à lui transmettre ses pouvoirs. Suivis par les cinq autres enfants, Shazam découvre que Thaddeus est vulnérable lorsque les Péchés se matérialisent et donc quittent son corps. Ils réussissent à s'enfuir, poursuivis par Thaddeus muni du Gourdin du Sorcier.
Tous les six se cachent au milieu de la foule dans un parc d'attraction, mais Thaddeus lance les Péchés sur la foule et oblige Shazam à sortir à découvert. Afin de détourner les Péchés et de l'affaiblir, les frères et sœurs font diversion mais se font rapidement prendre. Thaddeus les utilise pour ramener à lui Shazam et l'obliger à lui transférer ses pouvoirs (ils doivent tenir le Gourdin tous les deux, et Shazam doit prononcer son nom), mais il retourne cette technique contre lui et transfère au contraire ses pouvoirs à sa famille : ses cinq frères et sœurs deviennent comme lui des super-héros. Shazam brise ensuite le Gourdin en deux. Les cinq frères et sœurs parviennent à tenir tête aux Péchés, tandis que Shazam affronte Thaddeus en combat singulier au sommet d'un building. Usant de ruse pour faire sortir l'Envie, le dernier Péché resté dans Thaddeus, Shazam réussi ainsi à vaincre ce dernier tout en le laissant en vie, en lui retirant l'Œil dans lequel les Péchés se retrouvent enfermés. Les six frères et sœurs deviennent alors les nouveaux membres du Conseil des Sorciers (tout en poursuivant leur vie d'adolescent dans le monde réel). Les Péchés sont à nouveau retenus prisonniers en forme de statue avec l'Œil remis à sa place au Rocher d'Éternité. Billy accepte sa nouvelle famille et décide d'y rester, et surprend Freddy (en tant que Shazam) pendant une pause déjeuner au lycée pour faire cesser son harcèlement et faisant également arriver Superman, devant Freddy qui est d'abord stupéfait mais devient ensuite fou de joie en voyant le S rouge du costume de Superman.
Scène inter-générique
Thaddeus, toujours à la recherche d'une formule magique dans une cellule de prison, voit apparaître, Mister Mind (une chenille parlante) qui lui indique qu'il y a d'autres manières de découvrir la magie.
Scène post-générique
Shazam tente de communiquer par télépathie avec un poisson rouge dans son bocal. Il n'y parvient pas et plaisante sur l'inutilité d'un tel pouvoir. Freddie, faisant allusion à Aquaman, lui dit que cela permettrait pourtant de mobiliser une armée dans les fonds marins.

## Fiche technique
Sauf indication contraire, les informations mentionnées dans cette section peuvent être confirmées par la base de données cinématographiques IMDb,  présente dans la section « Liens externes ».
- Titre original, français : Shazam!
- Réalisation : David F. Sandberg
- Scénario : Henry Gayden, d'après une histoire de Henry Gayden et Darren Lemke, d'après le personnage Shazam créé par C. C. Beck et Bill Parker en 1940
- Musique : Benjamin Wallfisch
- Direction artistique : Brandt Gordon, Colin Woods et Loic Zimmermann
- Décors : Jennifer Spence
- Costumes : Leah Butler
- Photographie : Maxime Alexandre
- Son : Bill R. Dean, Michael Keller, Kevin O'Connell
- Montage : Michel Aller
- Production : Peter Safran
  - Production exécutive : David Siegel
  - Production déléguée : Dany Garcia, Geoff Johns, Dwayne Johnson, Hiram Garcia, Richard Brener, Jeffrey Chernov, Christopher Godsick, Walter Hamada, Dave Neustadter et Adam Schlagman
  - Coproduction : David Witz
- Sociétés de production[1] : Warner Bros., DC Entertainment, DC Films, New Line Cinema, Seven Bucks Productions et The Safran Company
- Société de distribution : Warner Bros.
- Budget : 100 millions de $[2]
- Pays de production :  États-Unis,  Canada
- Langue originale : anglais, espagnol
- Format[3] : couleur - D-Cinema - 2,39:1 (Cinémascope) - son Dolby Atmos | IMAX 6-Track
- Genre : action, aventures, fantastique, comédie
- Durée : 132 minutes
- Dates de sortie[4] :
  - France, Belgique, Suisse romande : 3 avril 2019[5],[6]
  - États-Unis, Québec : 5 avril 2019[7]
- Classification[8] :
  - États-Unis : accord parental recommandé, film déconseillé aux moins de 13 ans (PG-13 - Parents Strongly Cautioned)[Note 1]
  - Canada : certaines scènes peuvent heurter les enfants - accord parental souhaitable (PG - Parental Guidance)
  - Québec : tous publics - déconseillé aux jeunes enfants (G - General Rating)[7]
  - France : tous publics (conseillé à partir de 10 ans)[9],[10]
  - Belgique : tous publics (KT/EA : Kinderen Toegelaten / Enfants Admis)[5],[11]
  - Suisse romande : interdit aux moins de 10 ans[12]

## Distribution
- Zachary Levi (VF : Tanguy Goasdoué ; VQ : Philippe Martin) : Shazam / William « Billy » Batson
- Asher Angel (VF : Tom Trouffier ; VQ : André Kasper) : William « Billy » Batson
- Mark Strong (VF : Éric Herson-Macarel ; VQ : Patrick Chouinard) : Dr Thaddeus Bodog Sivana
- Djimon Hounsou (VF : Frantz Confiac ; VQ : Marc-André Bélanger) : le sorcier Shazam (en)
- Jack Dylan Grazer (VF : Kylian Trouillard ; VQ : Adam Moussamih) : Frederick « Freddy » Freeman
- Grace Fulton (VF : Émilie Rault ; VQ : Geneviève Bédard) : Mary Bromfield
- Ian Chen (en) (VF : Simon Faliu ; VQ : Raphael Bleau) : Eugene Choi
- Jovan Armand (VF : Martin Faliu) : Pedro Peña
- Faithe Herman (en) (VF : Délia Frankiewicz ; VQ : Elia St-Pierre) : Darla Dudley
- David J. MacNeil : M. Bryer
- Cooper Andrews (VF : Gilles Morvan ; VQ : Alexandre Fortin) : Victor Vasquez
- Marta Milans (en) (VF : Léovanie Raud ; VQ : Catherine Proulx-Lemay) : Rosa Vasquez
- Lotta Losten (en) (VF : Élodie Menant) : Dr Lynn Crosby (caméo)
- John Glover (VF : Gabriel Le Doze ; VQ : Manuel Tadros) : M. Sivana
- Andi Osho : Mme Glover
- Caroline Palmer : Marilyn Batson, mère biologique de William « Billy » Batson
- Michelle Borth : la forme super-héroïque de Mary
- Ross Butler : (VQ : Geoffrey Vigier) : la forme super-héroïque d'Eugene
- Adam Brody (VF : Donald Reignoux) : la forme super-héroïque de Freddy
- D. J. Cotrona (VF : Eilias Changuel) : la forme super-héroïque de Pedro
- Meagan Good : la forme super-héroïque de Darla
- Steve Blum, Fred Tatasciore et Darin de Paul : les démons des péchés capitaux (voix)
- Dwayne Johnson : Teth-Adam / Black Adam (hologramme)
  - Voix additionnelles : Jean-Baptiste Anoumon

- Version française
  - Studio de doublage : Dubbing Brothers
  - Direction artistique : Hervé Rey
  - Adaptation : Pierre Arson

 Source et légende : version québécoise (VQ) sur Doublage.qc.ca, Source et légende: Version française (VF) sur AlloDoublage

## Production

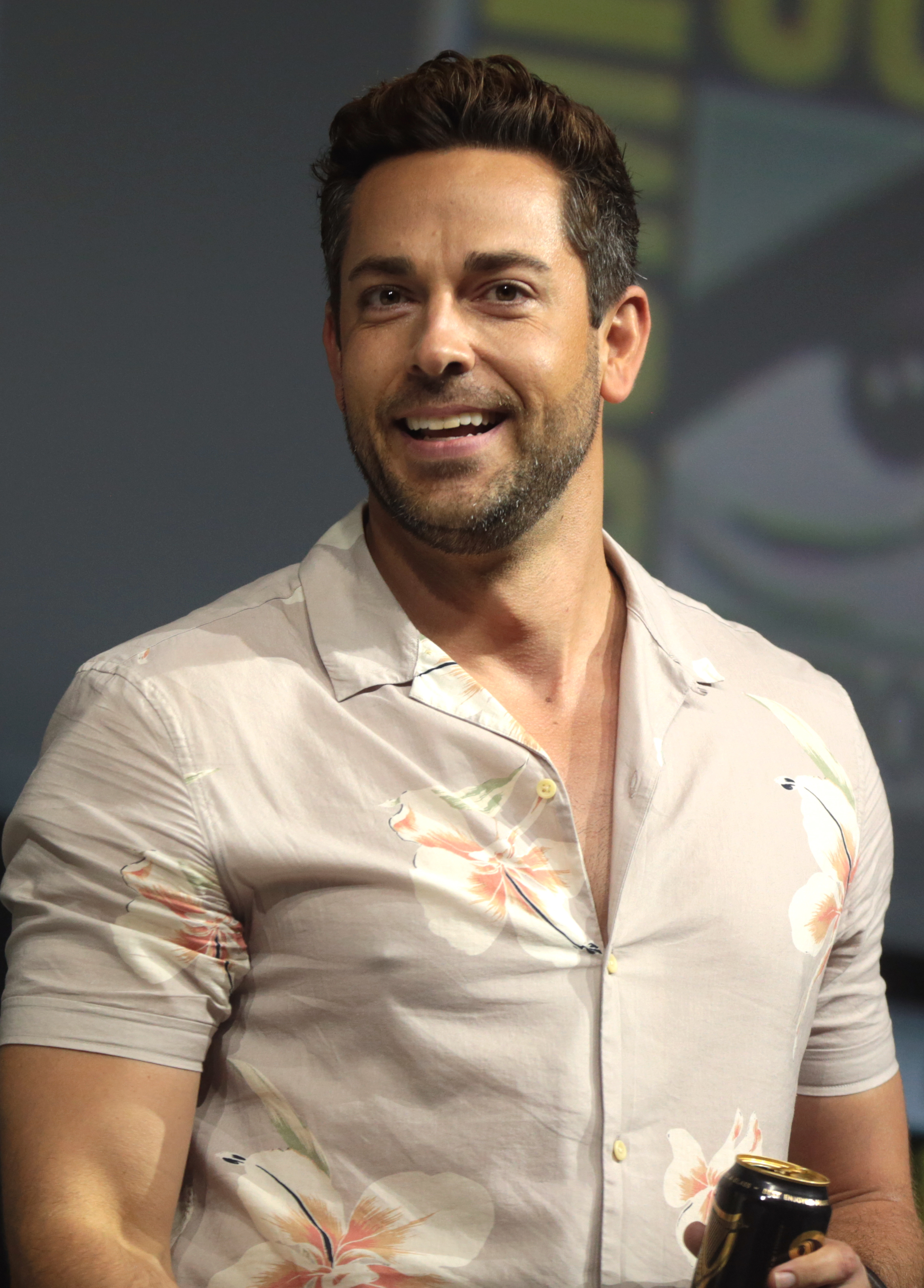
Zachary Levi, en 2018, pour parler du film au Comic-Con.

### Genèse et développement

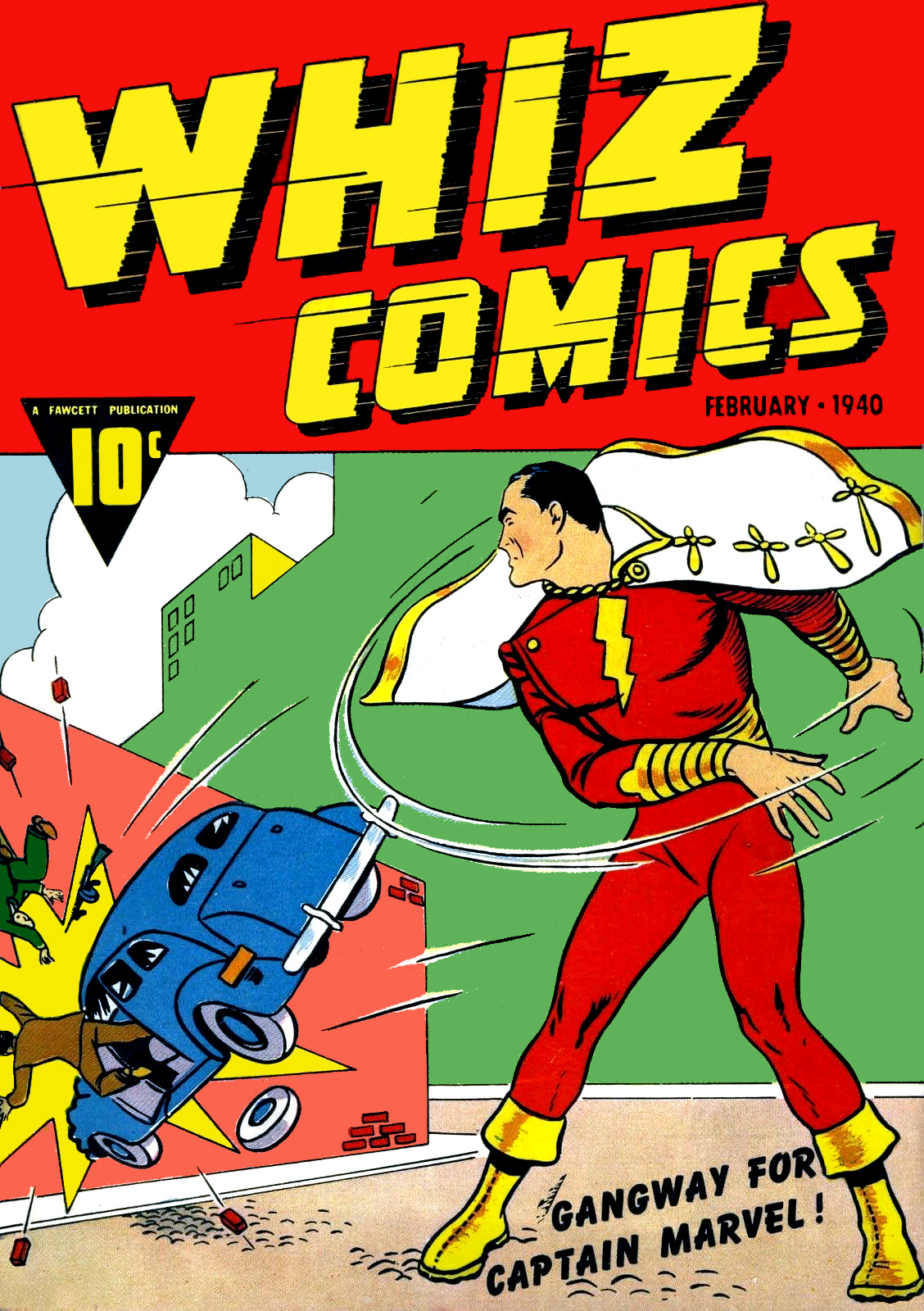
Captain Marvel en couverture de Whiz Comics #2 (1940). Le personnage est officiellement renommé Shazam en 2011.

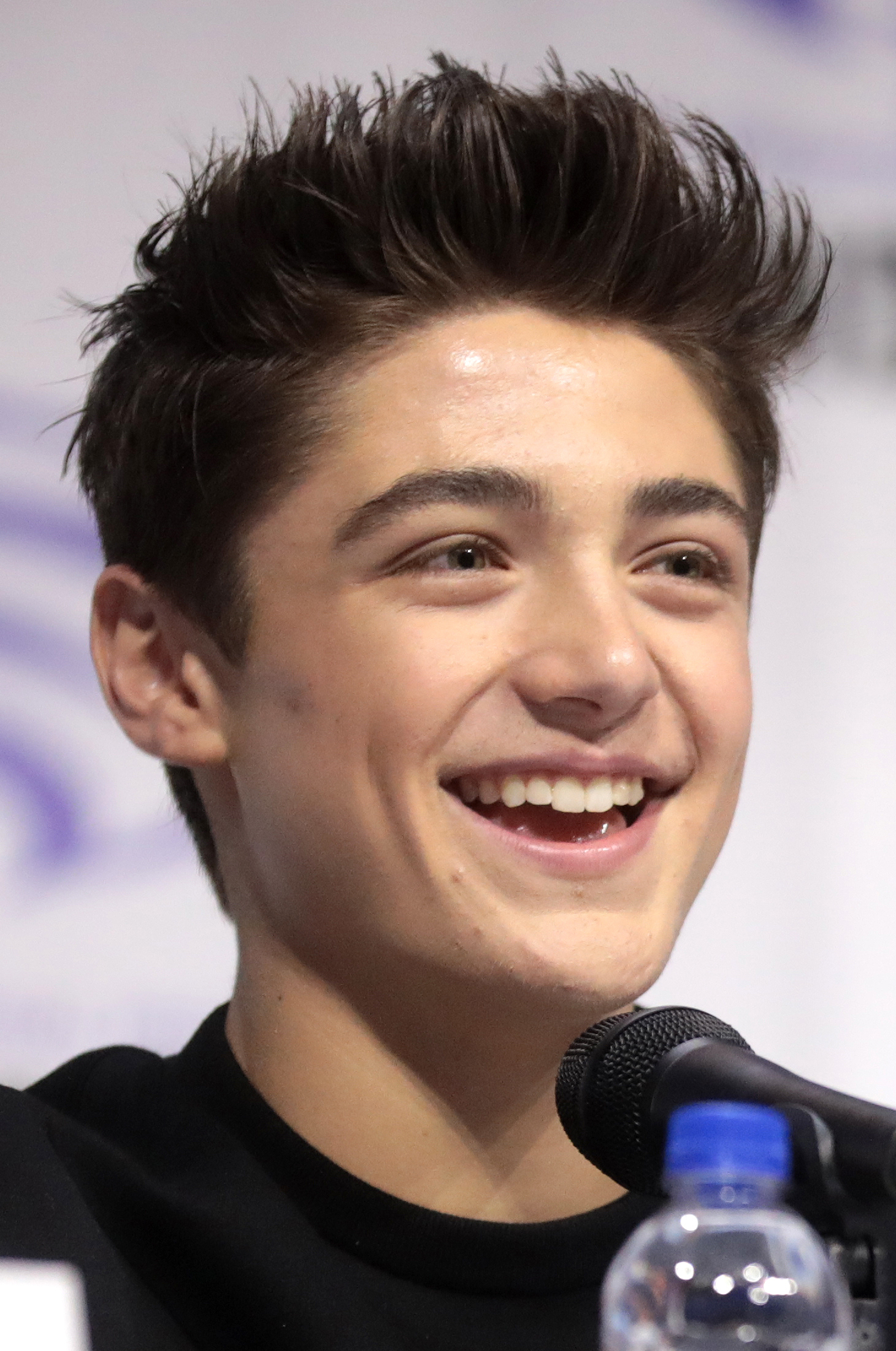
Asher Angel, ici au WonderCon 2019, incarne Billy Batson

Dès le courant des années 2000, New Line Cinema développe un film Shazam !. Plusieurs ébauches de scénarios sont écrites par William Goldman, Alec Sokolow et Joel Cohen, Bryan Goluboff ou encore John August. Peter Segal est alors attaché au poste de réalisateur alors que Dwayne Johnson est annoncé dans le rôle de l'antagoniste Black Adam. Le projet se poursuit chez New Line Cinema, alors que le studio est absorbé par Warner Bros.
À la suite du succès de The Dark Knight : Le Chevalier noir et de l'échec de Speed Racer, tous deux sortis en 2008, la Warner demande à John August d'écrire un script avec un ton sérieux, ce qui provoque le départ du scénariste,. À l'été 2009, Bill Birch et Geoff Johns sont engagés pour écrire le scénario, alors que Peter Segal est toujours attaché au poste de réalisateur. En août 2010, la possibilité de transformer le projet en série télévisée est évoquée. En décembre 2013, Peter Segal annonce que le film ne verra pas le jour.
Cependant, en avril 2014, Warner Bros. annonce que le projet est toujours d'actualité, tout comme les films Justice League et des adaptations de Fables et 100 Bullets. Shazam est alors annoncé pour juillet 2016,,.
En août 2014, Dwayne Johnson confirme sa présence dans Shazam !, sans savoir s'il campera Shazam ou Black Adam. En septembre, il est confirmé qu'il incarnera Black Adam, alors que Darren Lemke est choisi pour écrire le script. En janvier 2017, Henry Gayden est chargé de réécrire le script de Darren Lemke. En février 2017, David F. Sandberg est en négociations pour réaliser le film. Il est ensuite annoncé que Dwayne Johnson apparaitra d'abord dans un film solo sur Black Adam et non dans Shazam!.
En juillet 2017, le studio accélère le développement du projet. Un mois plus tard, le réalisateur David F. Sandberg annonce que Shazam ! est le prochain film de l'univers cinématographique DC à entrer en tournage, après Aquaman.

### Attribution des rôles
Zachary Levi est officialisé pour le rôle principal en octobre 2017. Un mois plus tard, il est rejoint par Mark Strong qui obtient le rôle de l'antagoniste principal, le Dr. Thaddeus Bodog Sivana. Dans la foulée, le jeune Asher Angel est choisi pour incarner la version jeune de Billy Batson. En janvier 2018, Ron Cephas Jones est annoncé dans le rôle du sorcier Shazam, mentor du super-héros.

### Tournage
Le tournage débute le 29 janvier 2018. Il a lieu à Toronto, notamment dans les Pinewood Toronto Studios. Le 11 mai 2018, le réalisateur David F. Sandberg annonce via Twitter la fin du tournage laissant place à la postproduction.

## Musique
Bandes originales de l'univers cinématographique DC
Aquaman
(2018) Wonder Woman 1984
(2020)
La musique du film est composée par Benjamin Wallfisch. Il avait déjà travaillé sur deux précédents films du réalisateur : Dans le noir (2016) et Annabelle 2 : La Création du mal (2017). Il avait par ailleurs composé quelques musiques additionnelles pour un autre film de l'univers cinématographique DC, Batman v Superman : L'Aube de la justice. On peut également entendre des chansons non originales dans le film, comme Don't Stop Me Now de Queen.
Liste des titres
1. SHAZAM!
2. The Consul of Wizards
3. Seeking Spell
4. Compass
5. Seven Symbols
6. The Rock of Eternity
7. Subway Chase
8. It's You or No One
9. Dude, You're Stacked
10. This is Power
11. Bus Rescue
12. You're Like a Bad Guy, Right?
13. Them's Street Rules
14. Superman It
15. Super Villain
16. You Might Need it More Than Me
17. Come Home Billy
18. Give Me Your Power
19. His Name Is
20. Sentimental Nonsense
21. Run!
22. Play Time's Over
23. All Hands on Deck
24. I Can Fly!
25. Fight Flight
26. Finale
27. We've Got a Lair
28. I'm Home
29. I Name the Gods

## Accueil

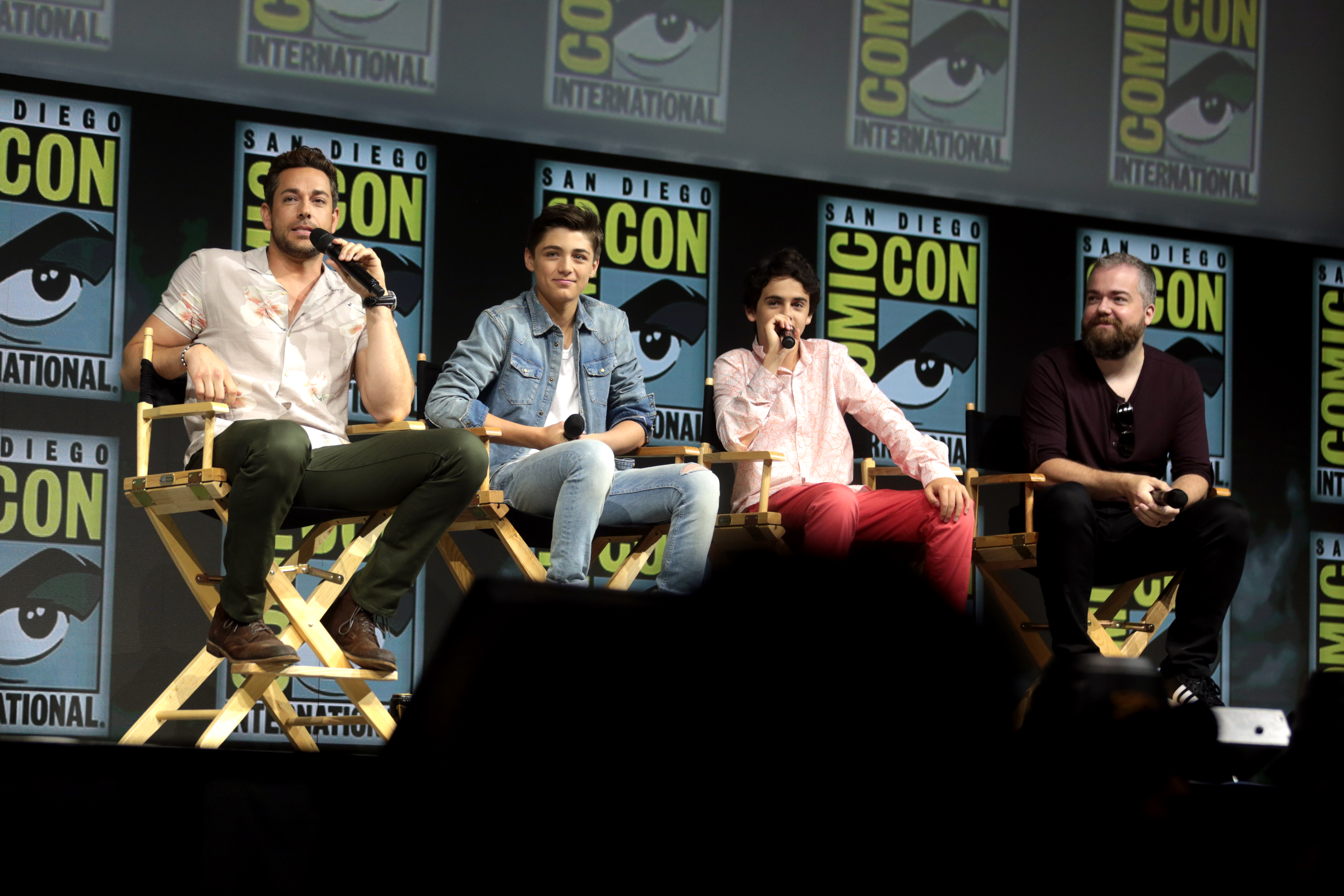
De gauche à droite : Les acteurs Zachary Levi, Asher Angel, Jack Dylan Grazer et le réalisateur David F. Sandberg au Comic-Con 2018

### Accueil critique
Le film reçoit des critiques globalement positives,, qualifié par certains journalistes[évasif] comme le meilleur film de l'univers cinématographique DC depuis Wonder Woman. Il obtient 93 % d'avis favorables sur l'agrégateur américain Rotten Tomatoes. Sur Metacritic, il obtient la note moyenne de 72/100 pour 47 critiques. Sur IMDb, recoit une note 7/10, sur Metacritic le score est de 71/100, et de 7.6 pour les utilisateurs du site.
Aux États-Unis, The Hollywood Reporter salue l'excellente performance des acteurs. Pour le site The Wrap, le film transpose avec succès l'humour et l'héroïsme de l'œuvre originale. Quant au Hindustan Times, il le qualifie de meilleur film du DCEU depuis Wonder Woman, soutenu par sa légèreté et sa positivité.
En France, les critiques sont assez positives. Allociné propose une note moyenne de 2,9/5 à partir de l'interprétation des critiques de presse recensées.
Pour le magazine Première, le film est une bonne surprise. Le Point le considère comme une bonne comédie à voir en famille, tandis que Le Monde salue l'humour débonnaire d'un film sympathique et touchant malgré son essoufflement final. Les Inrockuptibles se montrent plus durs, Léo Moser y évoquant un récit assommant et un film aussitôt englouti, aussitôt oublié. De même, Le Parisien y voit un film sans queue ni tête, avec un héros ne faisant que très peu rire.

### Box-office
| Pays ou région        | Box-office        | Date d'arrêt du box-office | Nombre de semaines |
| --------------------- | ----------------- | -------------------------- | ------------------ |
| États-Unis Canada     | 140 371 656 $     | 25 juillet 2019            | 16                 |
| Chine                 | 43 800 000 $      | 28 avril 2019              | 4                  |
| France                | 1 075 884 entrées | 4 juin 2019                | 9                  |
| Total hors États-Unis | 224 200 000 $     | 25 juillet 2019            | 16                 |
| Total mondial         | 364 571 656 $     | 25 juillet 2019            | 16                 |

## Distinctions
Entre 2019 et 2020, le film Shazam! a été nommé 28 fois dans diverses catégories mais n'a remporté aucune récompense.

### Nominations 2019
- Saturn Awards 2019 :
  - Meilleur film tiré d'un comic
  - Meilleur jeune acteur pour Asher Angel
  - Meilleur jeune acteur pour Jack Dylan Grazer
  - Meilleurs costumes pour Leah Butler
- Hollywood Critics Association Midseason Awards 2019 :
  - Meilleur film
  - Meilleur acteur pour Zachary Levi
  - Meilleur acteur dans un second rôle pour Jack Dylan Grazer
  - Meilleur scénario adapté pour Henry Gayden
  - Meilleur réalisateur masculin pour David F. Sandberg
- Hollywood Post Alliance 2019 :
  - Meilleur son dans un long métrage pour Michael Keller, Kevin O'Connell, Bill R. Dean, Erick Ocampo, Kelly Oxford, Warner Bros. Post Production Services et Technicolor
  - Meilleur son dans un long métrage pour Michael Keller et Warner Brothers Entertainment
- Golden Trailer Awards 2019 :
  - Meilleure bande-annonce de film d’action pour Warner Bros. Studios et Buddha Jones
  - Meilleur spot télévisé de film d'action pour Warner Bros. Studios et Buddha Jones
- MTV Movie & TV Awards 2019 :
  - Meilleur héros pour Zachary Levi
  - Meilleure performance comique pour Zachary Levi
- Hollywood Music In Media Awards (HMMA) 2019 :
  - Meilleure chanson originale pour un film de science-fiction ou fantastique
- Teen Choice Awards 2019 :
  - Meilleur film de science-fiction ou fantastique
  - Meilleur acteur de film de science-fiction ou fantastique pour Zachary Levi
  - Meilleur vilain pour Mark Strong
- People's Choice Awards 2019 : film d'action préféré
- IGN Summer Movie Awards 2019 :
  - Meilleur interprète principal dans un film pour Zachary Levi
  - Meilleur film d'adaptation de bande dessinée
- World Soundtrack Awards 2019 : compositeur de l'année pour Benjamin Wallfisch

### Nominations 2020
- Hollywood Critics Association 2020 : meilleur film à succès
- Young Artist Awards 2020 : meilleure performance d’un jeune artiste dans un long métrage pour David Kohlsmith
- The Webby Awards 2020 : meilleur vidéo de bande-annonce
- Hawaii Film Critics Society Awards 2020 : meilleur film d'adaptation de bande dessinée
- Taurus Awards 2020 : meilleur gréement acrobatique pour Jade Amantea, Kyle Gardiner, Cameron Ambridge, Andrea Berchtold et Robbie Clissold

## Analyse